# Didier Detchénique
Didier Detchenique (né le 4 octobre 1972 au Raincy) est un athlète français, spécialiste du saut en hauteur.
Il remporte huit titres de champion de France du saut en hauteur : trois en plein air en 1996, 1997 et 1998, et cinq en salle en 1995, 1997, 1998, 1999 et 2000.
En 1997, il remporte la médaille de bronze des Universiades d'été, à Catane, en Italie, avec un saut à 2,28 m.
Il détient le record de France junior du saut en hauteur à compter du 8 juillet 1990 avec 2,24 m. Ses records personnels sont de 2,31 m en plein air, le 2 juin 1997 à Saint-Denis, et de 2,30 m en salle, le 6 février 1998 à Wuppertal.